# Bomis (website)

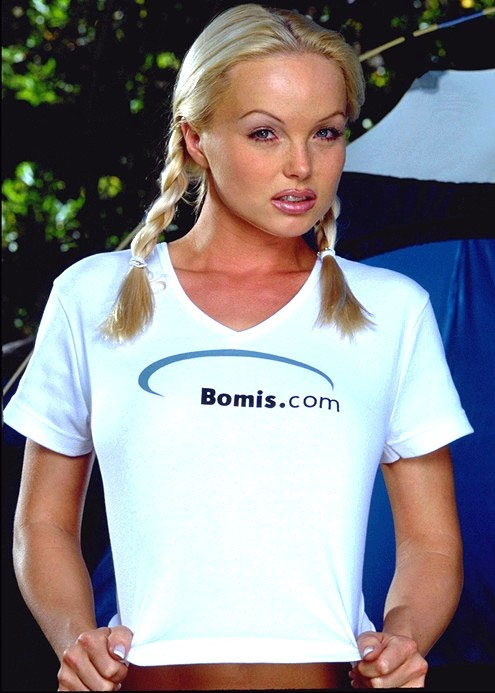
Silvia Saint in een Bomis-T-shirt

Bomis Inc. (uitgesproken als "bommis") was een indexerings- en portaalsite van webringen (verzamelingen websites die per onderwerp geordend zijn). Het bedrijf in Saint Petersburg in Florida werd in 1996 opgericht door Jimmy Wales en verdiende geld door de advertentieruimte op de website te verkopen.
Bomis indexeerde webpagina's en maakt daarmee Bomisringen die aan elkaar gerelateerd waren. Een Bomiswebring combineerde de beste eigenschappen van webringen met pagina-indexering. Een gebruiker kon ook zelf een ring beginnen. Bomis bood de gebruiker gratis webmail, weerbericht, nieuws en e-maildiscussielijsten aan. 
Bomis verleende ooit diensten aan Nupedia en Wikipedia en steunde daarmee de plannen hiervoor van Richard Stallman.